# Evangelical Synod of North America
Evangelical Synod of North America var ett protestantiskt trossamfund i USA, bildat 1866 som Evangelical Synod of the West. 1877 antogs namnet German Evangelical Synod of North America och 1925 strök man ordet "German" ur namnet.
1934 gick man samman med Reformed Church in the United States och bildade Evangelical and Reformed Church.
Vid samgåendet hade synoden 281 598 medlemmar.

## Historia
Mellan 1830 och 1845 lämnade omkring 40 000 tyskar årligen Europa och slog sig ner i Nordamerika. Många av dem var protestantiska kristna som slöt sig samman i församlingar i sitt nya hemland. 1833 bildades t.ex. församlingar i Femme Osage och St. Charles i Missouri. Fler församlingar bildades i Illinois och Missouri och den 15 oktober 1840 samlades sex pastorer, som ordinerats av den Evangeliska kyrkan i Preussen, i bosättningen Gravois, utanför Saint Louis. Vid detta möte bildades Der Deutsche Evangelische Kirchenverein des Westens. Liknande synoder bildades sedan bland tyskspråkiga immigranter i andra delstater. Under de följande decennierna fusionerade de en efter en med den första och största föreningen. 
Först German Evangelical Church Association of Ohio (1858) och German United Evangelical Synod of the East (1860).
1866 samlades man till generalkonferens i Indianapolis där man antog namnet Evangelical Synod of the West för det nya gemensamma samfundet och utsåg Adolph Baltzer till dess förste president. 
1872 anslöt sig även Evangelical Synod of the North-West och United Evangelical Synod of the East.
Under de följande decennierna upplevde kyrkan en stark tillväxt och vid sekelskiftet hade synoden 922 pastorer i 1153 lokala församlingar med tillsammans 203 574 medlemmar.